# Austrolebias arachan
Austrolebias arachan är en fiskart som beskrevs av Loureiro, Azpelicueta och García 2004. Austrolebias arachan ingår i släktet Austrolebias och familjen Rivulidae. Inga underarter finns listade.